# Lovehunter
| Recensione | Giudizio |
| ---------- | -------- |
| AllMusic   |          |

Lovehunter è il secondo album in studio del gruppo musicale britannico Whitesnake, pubblicato nell'ottobre del 1979 dalla EMI.

## Il disco
Fra il 1978 e i primi mesi del 1979, gli Whitesnake poterono contare anche sull'arrivo alle tastiere di Jon Lord, membro storico dei Deep Purple. Dopo aver pubblicato l'album Trouble, la band si chiuse al Clearwell Castle nel Gloucestershire e registrò il nuovo disco servendosi del Rolling Stones Mobile Studio.
Chiude l'album la ballata We Wish You Well che verrà utilizzata dagli Whitesnake per congedarsi dal pubblico alla fine di ogni concerto.
La copertina dell'album raffigura una donna nuda con un enorme serpente che le passa fra le cosce. Negli Stati Uniti la censura la ricoprì con dell'anonimo cartone.

## Tracce
1. Long Way from Home – 4:58 (David Coverdale)
2. Walking in the Shadow of the Blues – 4:26 (Coverdale, Bernie Marsden)
3. Help Me Thro' the Day – 4:40 (Leon Russell)
4. Medicine Man – 4:00 (Coverdale)
5. You 'n' Me – 3:25 (Coverdale, Marsden)
6. Mean Business – 3:49 (Coverdale, Micky Moody, Marsden, Neil Murray, Jon Lord, Dave Dowle)
7. Love Hunter – 5:38 (Coverdale, Moody, Marsden)
8. Outlaw – 4:04 (Coverdale, Marsden, Lord)
9. Rock 'n' Roll Women – 4:44 (Coverdale, Moody)
10. We Wish You Well – 1:39 (Coverdale)

Tracce bonus nella ristampa del 2006
1. Belgian Tom's Hat Trick – 3:40 (Moody)
2. Love to Keep You Warm – 3:30 (Coverdale)
3. Ain't No Love in the Heart of the City – 4:54 (Michael Price, Dan Walsh)
4. Trouble – 4:30 (Coverdale, Marsden)

* Le tracce bonus sono state registrate presso la BBC Radio 1 il 29 marzo 1979.

## Formazione
- David Coverdale – voce
- Micky Moody – chitarre, slide guitar, cori
- Bernie Marsden – chitarre, voce nella traccia 8
- Neil Murray – basso
- Jon Lord – tastiere
- Dave Dowle – batteria

### Produzione
- Martin Birch – produzione, ingegneria del suono, missaggio
- Chris Achilleos – copertina[2]